# Kappa Delphini
Kappa Delphini (7 Delphini) é uma estrela na direção da constelação de Delphinus. Possui uma ascensão reta de 20h 39m 07.59s e uma declinação de +10° 05′ 10.1″. Sua magnitude aparente é igual a 5.07. Considerando sua distância de 98 anos-luz em relação à Terra, sua magnitude absoluta é igual a 2.68. Pertence à classe espectral G5IV+....